# パーセント (テレビドラマ)
『パーセント』は、2024年5月11日から6月1日までNHK総合・NHK BSプレミアム4Kの「土曜ドラマ」枠で放送されたテレビドラマ。脚本は大池容子によるオリジナル。主演は同局のドラマ初主演の伊藤万理華。共演の和合由依はオーディションで抜てきされ、ドラマ初出演となる。
「障害のある俳優を起用する」というテレビ局の制作方針に悩みながらも懸命に取り組む若手プロデューサーの女性と、俳優を目指す車椅子の女子高生の姿が描かれる。

## あらすじ
吉澤未来は、ローカルテレビ局「Pテレ」のバラエティ班で、雑多な仕事をこなす多忙な日々を送っている。彼女は自身のドラマを制作することが夢で、ドラマ班への異動を希望して何度も企画書を提出していた。
そんなある日、編成部長から未来の企画が採用されたと言われるが、同時にドラマの主人公を障害者ということにするように求められる。局では「多様性月間」というキャンペーンを打ち出しており、その一環として、ドラマの登場人物にも多様性が必要とされていた。
いつの間にか企画は「障害のある俳優を起用する」という条件付きとなって進んでいく。未来は困惑しながらも、企画の成立のため必死に取材を進めていき、俳優を目指している車椅子の女子高生・宮島ハルに巡り会う。
未来はハルに惹かれていき、ドラマへの出演を依頼する。ハルは障害を利用されたくないと反発し最初は拒否するものの、やがて、未来とともにドラマの世界に飛び込んでいく。そんな2人が性別や障害で語られる自らの「価値」について悩みながらも、互いの存在に力をもらって少しずつ前へ進んでいく。

## キャスト

### 主要人物
吉澤未来（よしざわ みく）
演 - 伊藤万理華
ローカルテレビ局「Pテレ」の局員。何度も出した企画書が採用され、プロデューサーとして学園ドラマの制作をすることになる。
「ドラマの主人公を障害者に」という条件を付けられて悩みながらも、とにかく企画を成立させねばと取材を進めていく。
宮島ハル（みやじま ハル）
演 - 和合由依
車椅子の高校生。障害を持つ俳優たちが所属する劇団「S」のメンバー。俳優を目指して、放課後や休日に演劇の稽古をしている。
未来と出会って「Pテレ」が制作するドラマ「％」への出演を頼まれ、障害を利用されたくないと一旦は拒否するが、未来の思いを受け入れ、主役の三好ユズキを演じていく。

### Pテレ
蘆田孝雄（あしだ たかお）
演 - 結木滉星
アシスタントプロデューサー。未来の同期。
羽座丘卓（はざおか すぐる）
演 - 小松利昌
ドラマ班のディレクター。ドラマ「％」の演出や脚本制作も担う。障害者を起用するドラマの難しさに直面する。
植草秀樹（うえくさ ひでき）
演 - 山中崇
ドラマ班のチーフ・プロデューサー。未来の上司。障害者の観点からドラマが当事者を傷つけることがないよう気を配る。
藤谷光彦（ふじたに みつひこ）
演 - 橋本さとし
編成部長。未来の企画を採用し、「障害のある俳優」を起用するよう指示する。
長谷部由美（はせべ ゆみ）
演 - 水野美紀
編成部長。藤谷の後任。未来の企画書の全面的な書き直しを指示する。

### 劇団「S」
劇団名の由来は「Special to someone」
高木圭介（たかぎ けいすけ）
演 - 成木冬威
劇団員。障害のある俳優たちの境遇の改善を望み、はっきりと主張することもあり、ハルとはよく衝突する。
河上由里子（かわかみ ゆりこ）
演 - 水口ミライ
劇団員。ハルの親友で、ろう者の高校生。
野々村輝子（ののむら てるこ）
演 - 河合美智子
代表。ハルや河上など学生のメンバーが演劇との両立をできるよう見守る。
斉藤誠（さいとう まこと）
演 - はしぐちしん
演出家。交通事故に遭って以来、車椅子生活。自分のような俳優が演劇を続けられるように劇団「S」を設立する。
北見裕子（きたみ ゆうこ）
演 - 森田かずよ
劇団員。姉御肌な一面があり、町田との関係が上手くいかないと悩む未来のため動く。
三橋典子（みつはし のりこ）
演 - 中川圭永子
劇団員。視覚障害がある。気さくで明るく、未来の悩みも親身に聞いてくれる。
メタル
演 - チタンヘッド
劇団員。ヒップホップが好き。見かけと違い、真面目で誠実。
坂本正人（さかもと まさと）
演 - 梅林亮太
劇団員。メンバー全員のことをよく見て気にかけている。
鈴木双葉（すずき ふたば）
演 - 立川茜
劇団員。若いメンバーにとっては頼れるお姉さん的な存在。
みどり
演 - 藤原ももな
劇団員。娘がおり、夫と育児を分担しながら無理のない範囲で参加している。

### 未来の関係者
町田龍太郎（まちだ りゅうたろう）
演 - 岡山天音
未来の恋人。カフェバーでバイトをしている。学生時代、映画研究会で監督した作品が脚本賞に選ばれている。
未来に頼まれてドラマ「％」の脚本を執筆しようとするが、羽座丘との確執が生じてしまい、途中で降りてしまう。
小早川新太郎（こばやかわ しんたろう）
演 - 菅生新樹
人気俳優。ドラマ「％」の黒瀬ハヤト役。
宇佐美のどか（うさみ のどか）
演 - 余貴美子
ドラマ「学園サンデー」の脚本家。業界では大御所。ドラマ「％」の脚本を引き受けてくれる。
滝沢京子（たきざわ きょうこ）
演 - 中川わさ美
未来がバラエティ番組でお邪魔したカフェの店員。

### ハルの関係者
加藤珠（かとう たまき）
演 - 山下桐里
ハルの近所に住む年上の幼なじみ。高校時代に演劇をする姿にハルが憧れ、演劇を始めるきっかけとなっている。
宮島さくら（みやじま さくら）
演 - 菊池亜希子
ハルの母親。夫が単身赴任中。劇団やテレビ局への送り迎えをするなど何かとハルを支えている。

### ゲスト

#### 第1話
福富宏彰、福富聡子
演 - 福角宣弘、川本美由紀
未来が訪れた喫茶店「トミー」の店主夫婦。
キララ
演 - 清水緑
未来がバラエティ班のAPだった時の番組出演者。
松山
演 - 小藪大祐
キララのマネージャー。
ディレクター
演 - 角真也
バラエティのディレクター。

桝川瑛二〈38〉、佐藤梓〈21〉
演 - 竹内宏樹、堀口日萌
ドラマ「％」を担当するはずだった脚本家と主演女優。不倫が発覚して二人とも降板した。
教頭
演 - 小林浩司、木全晶子
未来がシナリオハンティングで取材した聾学校、盲学校の教頭。
教頭
演 - 山田裕
未来がシナリオハンティングで訪れ、ハルと出会ったインクルーシブ教育の学校の教頭。
教師
演 - 五日市十夢
聾学校の手話だけ授業のクラスの教師。
主役、ヒロイン
演 - 佐藤優太、中西花（最終話）
未来が大好きなドラマ「学園サンデー」の主演とヒロインの俳優。
中村珀
演 - 歳内王太（第2話）
劇団員。舞台「銀河鉄道の夜」で加藤珠が演じるジョバンニの相手、カンパネルラを演じた。
語り部
演 - 福角幸子
「トミー」に写真が貼られていた障害を持つ語り部。
カメラマン
演 - 田中之尚（第3話・最終話）
テレビクルー。
手話通訳者
演 - ケーマ（第3話）

- 倉増哲州[16]

#### 第2話
鮫島樹
演 - 堀井敬（最終話）
町田がバイトするカフェバー「譲豆」の同僚。
後輩
演 - 竹下健人、東千紗都
町田の学生時代の映画研究会の後輩。
みどりの夫
演 - 青地貴裕

報道部長、芸能部長
演 - 坂口修一、山本拓平
Pテレの上司。

#### 第3話
要（かなめ）
演 - 石田剛太（最終話）
Pテレ報道部ディレクター。
マネージャー
演 - 松本幸司
小早川新太郎のマネージャー。
助監督
演 - 板倉チヒロ（最終話）、榎田貴斗（最終話）
ドラマ「％」の助監督。
安田友美
演 - 小田ゆりえ（最終話）

スタイリスト
演 - 藤堂海（最終話）

スタッフ
演 - 虹園春美（最終話）
ドラマ「％」のスタッフ。
ひな、めぐみ
演 - 守殿愛生（最終話）、花莉里泉（最終話）
ドラマ「％」でハルが演じる三好ユズキの友人役。
女子高生
演 - 大平萌笑、マクダウル凛奈
加藤珠が公園の掲示板に演劇のポスターを貼るのを自分たちが邪魔していることに気が付かない。

#### 最終話
車椅子の女性
演 - 佳山明
未来がゲームセンターで出会い、一緒にクレーンゲームをする。
手話通訳者
演 - トーマ

## スタッフ
- 作 - 大池容子[1]
- 音楽 - 池永正二[3]
- 主題歌 - インナージャーニー「きらめき」(鶴見river records)[5]
- 演出 - 大嶋慧介、押田友太[3]
- プロデューサー - 南野彩子、葛西勇也[1]
- 制作統括 - 櫻井賢、安達もじり[3]

## 放送日程
| 話数   | 放送日  | サブタイトル       | 演出     |
| ------ | ------- | ------------------ | -------- |
| 第1話  | 5月11日 | ただ、そこにいる   | 大嶋慧介 |
| 第2話  | 5月18日 | まなざし           | 大嶋慧介 |
| 第3話  | 5月25日 | 私が私であるために | 押田友太 |
| 最終話 | 6月01日 | 憧れを超えて       | 押田友太 |

## 受賞
- 2024年5月度ギャラクシー賞月間賞[38]